# Francesco Mele
Francesco Mele (Dipignano, 6 febbraio 1854 – Dipignano, 24 ottobre 1919) è stato un avvocato, giornalista e politico italiano.

## Biografia
Figlio di un funzionario amministrativo comunale compie gli studi inferiori a Scigliano e liceali a Cosenza e si laurea in giurisprudenza a Napoli. In quest'ultima città si forma nei primi anni dopo l'unificazione italiana, rivedendo nei suoi molteplici problemi quelli della Calabria, ed inizia ad interessarsi alla vita politica del tempo collaborando con Rocco De Zerbi nella redazione del quotidiano Il Piccolo, terzo per vendite in Campania e in tutto il meridione dopo Il Pungolo e Il Roma. Per quanto attivo in un giornale di tendenza centrista il Mele, al pari di De Zerbi, non appoggia alcuno schieramento politico e nei suoi scritti appare equidistante dall'azione e dalle idee dei conservatori come dei radicali. La sua imparzialità di giudizio, tuttavia, non gli impedisce di apprezzare gli studi di Marx e Engels sulle condizioni del ceto medio in una società prevalentemente capitalistica e liberale, che all'annessione del meridione al Regno d'Italia non ha fatto seguire alcun intervento risolutivo in materia sociale ed economica. 
Tornato a Cosenza, già conosciuto ed apprezzato per i suoi scritti, si fa ulteriormente apprezzare per le campagne che conduce sui quotidiani e periodici locali, attività che abbina a quella di avvocato attivo nel ramo sia civile che penale. Il filo comune che lega la sua attività pubblicistica è il concetto dell'Italia matrigna  del meridione, che salvaguarda gli interessi delle classi dominanti e non fa nulla per rimediare ai problemi che hanno spinto i meridionali ad appoggiare la rivoluzione anti-borbonica. L'attività pubblicistica, unita alla professione di avvocato nei due rami civile e penale, rendono il suo nome sempre più popolare, al punto che nel 1887 è il primo degli eletti al consiglio comunale della sua città. La vita politica prende ben presto il sopravvento sulla professione con la successiva elezione al consiglio provinciale, di cui diventa ben presto presidente. Il notevole prestigio personale gli vale un ampio sostegno, trasversale alle forze politiche, ciò che gli consente di mantenersi imparziale rispetto ai contrapposti interessi che premono sulle assemblee elettive. 
La sua fama di presidente fuori della mischia gli vale la nomina a senatore a vita, personalmente voluta da Giovanni Giolitti nel 1908, al requisito delle tre elezioni a presidente della provincia appena maturato. Dai banchi del Senato, anche grazie al sostegno di due meridionalisti d'eccezione come Giustino Fortunato e Gaetano Salvemini, si impegna prioritariamente sui temi più scottanti della questione meridionale, in primo luogo la piaga del brigantaggio, sostenendo l'inversione di tendenza impressa da Giolitti sul fronte degli interventi governativi per il mezzogiorno. Nel 1909 è in prima linea nelle discussioni sui provvedimenti a favore di Reggio Calabria e Messina, devastate dal terremoto calabro-siculo, interviene più volte con interrogazioni e proposte sul problema del riscatto delle ferrovie meridionali e viene nominato presidente della commissione per l'esame dei provvedimenti per le province meridionali. 
Nel 1914, scoppiata la prima guerra mondiale, si schiera con Antonio Salandra e Sidney Sonnino a favore dell'intervento italiano, partecipando all'opera di convincimento dei senatori titubanti ad approvare la legge che in vista del coinvolgimento italiano doveva dare i pieni poteri al governo.